# Minska (metrostation)
Minska (Oekraïens: Мінська, ⓘ) is een station van de metro van Kiev. Het station maakt deel uit van de Obolonsko-Teremkivska-lijn en werd geopend op 6 november 1982. Het metrostation bevindt zich onder de Obolonskyj prospekt, midden in een van de dichtstbevolkte woongebieden in het noorden van Kiev. Zijn naam ("Minsk") dankt het station aan de vroegere naam (Minski rajon) van het district Obolon, waarin het gelegen is.
Station Minska is ondiep gelegen en was het eerste Kievse metrostation met een gewelfd dak zonder zuilen. Langs de sporen, op het plafond en boven de toegang tot het perron is een kleurrijk motief aangebracht, dat aan bloemen doet denken. De ondergrondse stationshal is verbonden met een voetgangerstunnel die leidt naar de kruising van de Obolonskyj prospekt en de Voelytsja Marsjala Timosjenka (Maarschalk Timosjenkostraat).